# Дудари (Киевская область)
Дудари́ (укр. Дударі́) — село, входит в Мироновский район Киевской области Украины.
Население по переписи 2001 года составляло 21 человек. Почтовый индекс — 08812. Телефонный код — 4574. Занимает площадь 4,95 км². Код КОАТУУ — 3222981503.

## Местный совет
08812, Київська обл., Миронівський р-н, с. Грушів, вул. Леніна,27, тел. 3-65-31 (укр.)

## Уроженцы
В селе родился известный оперный певец и музыкальный педагог Станислав Иванович Габель.